# Hanita
 (août 2024).
Si vous disposez d'ouvrages ou d'articles de référence ou si vous connaissez des sites web de qualité traitant du thème abordé ici, merci de compléter l'article en donnant les références utiles à sa vérifiabilité et en les liant à la section « Notes et références ».
Hanita (חֲנִיתָה) est un ancien kibboutz laïc créé le 21 mars 1938, à l'extrême limite Nord de la Palestine mandataire, alors sous mandat britannique selon la décision prise par la Société des Nations en 1922 et faisant suite à l'occupation depuis décembre 1917 de ce territoire par l'armée britannique conduite par le général ALLENBY. Après la constitution de l'Etat d'Israël, le 14 mai 1948, ce kibboutz se trouve installé dans le district Nord du nouvel Etat, dont la déclaration d'indépendance avait été lue par David Ben Gourion, à Tel Aviv, dans une des salles du Musée des Beaux Arts, en tant que président du Conseil représentatif des juifs établis en Palestine (Yiishouv).
Cet établissement anciennement collectiviste se situe en Galilée occidentale, à la frontière avec le Liban. Il se situe environ à 15 kilomètres de Nahariya et relève du conseil régional de Mateh Asher.
En 2018 (lors de ce recensement effectué par le Bureau central des statistiques d'Israël), cet établissement, anciennement communautaire, qui est devenu privatisé à compter de la fin des années 1990, avait une population de 761 habitants.
À compter du 16 octobre 2023, à la suite d'une décision prise par le ministère de la Défense, les habitants d'Hanita, comme ceux de 28 villages et implantations proches de la frontière Nord d'Israël, ont été évacués, en raison des bombardements pratiqués par le Hezbollah, à la suite des tueries effectuées par le Hamas, le 7 octobre 2023, à la frontière Nord de la bande de Gaza et où environ 1200 Israéliens ont été tués (400 hommes et 800 femmes, enfants et personnes âgées).

## Histoire et musée

### Histoire
Il fut créé dans le cadre général des " Tours de garde et palissades " créées après la révolte arabe en Palestine débutant en 1936 et de la décision prise de créer des implantations juives nouvelles décidées par le " Yishouv ", afin de créer au mieux et au plus vite des implantations juives le long de la frontière avec le Liban et la Syrie, alors administrés par la France. En effet, ce secteur était peuplé d'Arabes, dont une minorité était chrétienne (environ 9 %).
Cette création de kibboutz était un projet spécifique conduit personnellement par Yitzhah Sadeh, chef des opérations militaires du Yishouv, futur chef d'état-major de l'armée israélienne à compter de 1949.
Ce processus fut acté par le mouvement sioniste auprès des autorités de la Grande-Bretagne en Palestine.
À la différence des autres établissements du programme " Tours de garde et palissades ", Hanita ne fut pas établi à partir d'un autre établissement juif déjà existant, où tous les matériaux de construction étaient déjà pré-positionnés à l'avance.
Hanita fut une création ex nihilo où environ 400 personnes ont contribué ensemble au départ à l'établissement d'un camp de toiles, avec le concours de nombreux notrim (policiers juifs dont la structure, apparue après la révolte arabe de 1936, avait été créée par les autorités britanniques, gestionnaires alors de la Palestine). En une journée et une nuit, les fondations du kibboutz furent implantées. Au vu de la législation britannique en fonction en Palestine mandataire à l'époque, cette édification rapide sur un terrain dont le propriétaire n'était pas officiellement connu permettait aux Juifs habitants sur les lieux d'être considérés comme propriétaires du terrain et de ne pas pouvoir être délogés facilement, même si des protestations pouvaient avoir lieu de la part d'Arabes palestiniens.
Il n'y avait pas à cette époque de route menant au site et les matériaux furent transportés manuellement, sous la protection armée des notrim et d'un détachement de la " Haganah", troupe para-militaire, ancêtre principal de la future armée israélienne (Tsahal).
À l'occasion de la rédaction du rapport de la commission Peel, en 1937, le Yishouv - conseil représentatif des juifs en Palestine, sous la direction de David Ben Gourion - avait signifié alors que la partition de la Palestine pouvait avoir lieu de façon imminente et que les limites du futur État juif devaient être fixées par voie diplomatique. Toutefois, la zone de la Galilée, dans le cadre des travaux de la commission Peel en mars 1937 - qui prévoyait une zone arabe, une autre zone qui serait confiée au Yishouv et une troisième qui serait encore britannique - était prédestinée à être une des zones arabes et à être intégré dans le futur État arabe prévu en Palestine.
Afin d'affirmer la présence juive dans ce secteur, Hanita fut donc créé comme l'un des nouveaux sites devant marquer la présence de kibboutz, ayant un rôle défensif, situé directement à la frontière avec le Liban, alors territoire sous mandat français. L'établissement d'Hanita fut considéré à l'époque comme l'action la plus importante des " Tours de garde et palissades ".
Sa création fut d'ailleurs en partie filmée par le mouvement sioniste et de nombreuses photos furent également faites, avec notamment Moshe Dayan, Yitzhak Sadeh et Yigal Allon, lors de l'établissement de ce kibboutz. Il fut également visité par Chaïm Weizmann, qui devint le premier président de l'État juif en 1949.
Hanita fut établi sur le site d'anciennes ruines du lieu-dit " Hanita " ou " Hanuta " et qui est mentionné dans les écrits rabbiniques "Tosefta" (Shevi' it 4 : 9), dans le Talmud de Jérusalem (Demai 2 :1) et qui apparaît aussi au IIIe siècle au titre de la « mosaïque de Rehoh. »
En 1878, la carte mise au point par les géographes et explorateurs anglais Claude Reignier Conder et Horatio Herbert Kitchener, après leur campagne d'exploration en Palestine, marque effectivement ce lieu et le liste comme ruines de « Khurbet Hanuta. »
Au moment de la fin de la mandature britannique sur la Palestine, Hanita fut un centre de formation et de départ de certaines unités militaires venant du Palmach, troupe créée en 1941 , formée de commandos de la Haganah et qui allait devenir la brigade Yiftach dite 11e brigade d'infanterie de la future armée israélienne - Tsahal, créée officiellement par le gouvernement israélien le 26 mai 1948.
Hanita a eu, dans son histoire, quelques résidents célèbres :
– le compositeur, musicien, chanteur Matti Caspi (en), né sur place en 1949 ;
– le professeur de sociologie Eliezer Ben Rafael (en) ;
– Moshe Dayan, chef de la sécurité et des notrim au moment de l'éclosion du kibboutz ;
– Yigal Allon, également notrim en mars 1938.
Durant la Guerre entre Israël et le Hezbollah, Hanita subit des attaques au drone en provenance du Liban.

### Musée
Hanita possède un musée qui a deux aspects fort différents.
Le premier est consacré à l'histoire des " Tours de garde et palissades ", qui fut une réponse des communautés juives au phénomène des révoltes arabes palestiniennes qui ont commencé en 1936 et qui ont duré de façon sporadique pendant près de trois ans. Cette partie du musée fait la relation des combats et des incidents qui ont eu lieu ; il comporte des anciennes armes et uniformes de l'époque, des comptes-rendus relatifs à la sécurité des installations comme des personnes apparues après la création du kibboutz, des documents écrits des belligérants, de nombreuses photos, etc.
Le deuxième aspect du musée est consacré à l'ancien " Hanita " et aux traces des anciens temps, aux trouvailles archéologiques trouvées à Hanita même ou à proximité. Ainsi peuvent être notamment vus des restes très beaux et bien conservés d'une mosaïque trouvée au sol d'une ancienne église chrétienne byzantine datant du 6/VIIe siècle, qui se situait tout proche des bâtiments du kibboutz.
Toutes les indications du musée sont indiquées dans les deux langues suivantes : hébreu et anglais.

## Économie et transformation économique
Après les élections législatives de 1977 et l'arrivée de la droite israélienne au pouvoir, qui considérait notamment que les « kibboutzniks étaient des milliardaires vivant auprès de leur piscine » selon la déclaration du Premier ministre Menahem Begin, les kibboutz ne reçurent plus aucune aide de la part des autorités officielles et des services publics de l'État d'Israël.
L'économie est en fait basée sur deux composantes, l'agricole et l'industrielle.
Hanita cultive notamment des bananes, des citrons et d'autres produits sur de larges étendues de terres.
Mais les revenus les plus importants viennent de deux productions de type industriel ou technique. La première production est faite par la société Kotlab et consiste à produire des produits tels que des films de conservation pour la nourriture, pour les produits frais et aussi pour l'emballage ainsi que des films de sécurité.
La deuxième production est opérée par la société Hanita Lenses qui a d'ailleurs une représentation en France, à Paris. Cette société produit des produits tels des lentilles et des produits de haute technicité pour des implants.
Lors de la création de ces deux sociétés, des personnels salariés comme ouvriers ou cadres ont été recrutés. Si les postes de responsabilité restaient détenus par des kibboutznikim, la transformation économique était faite.
Comme la très grande majorité des autres kibboutz, Hanita est devenu l'un des kibboutz qui a suivi la voie de la privatisation, à la fin des années 1990. Il est ainsi l'un des kibboutz qui n'est plus une institution communautaire, comme environ plus de 240 kibboutz alors qu'environ 25 sont restés dans l'esprit initial du collectivisme, apparu lors de la création du premier kibboutz, Degania Alef, créé en 1909, ayant perdu son caractère d'établissement communautaire en 2007, moins d'un siècle après sa fondation par douze pionniers, venant de territoires de l'ancien Empire russe.
Dès 1990, Hanita avait concédé des terres afin que soit construite une zone résidentielle, pour environ 60 familles, qui n'ont pas de lien avec les activités de l'ancien kibboutz.
L'ancienne maison des enfants où dormaient les enfants a été fermée.
L'ancien amphithéâtre, qui faisait office de salle de cinéma, est désactivé et non entretenu.
La salle à manger communautaire est devenu un restaurant payant fonctionnant uniquement le midi, les habitants disposant dans chaque habitation de cuisine particulière leur permettant de se restaurer le matin comme le soir.
Les voitures individuelles ont droit de cité, ce qui aurait été impensable jusqu'aux années 1990.